# بابی تامبلینگ
بابی تامبلینگ (به انگلیسی: Bobby Tambling) (زادهٔ ۱۸ سپتامبر ۱۹۴۱) بازیکن سابق تیم ملی فوتبال انگلیس و باشگاه فوتبال چلسی است. تامبلینگ بهترین گلزن تاریخ باشگاه چلسی پس از فرانک لمپارد است (رکورد او چندی پیش توسط لمپارد به ۲۰۳ گل ارتقاء یافت). وی ۳ بازی و یک گل ملی در کارنامه دارد.